# André Chavet
André Chavet, (nacido el 13 de julio de 1930 en Saint-Étienne, Francia y fallecido el 4 de junio de 2005) fue un jugador de baloncesto francés. Fue medalla de bronce con Francia en el Eurobasket de Turquía 1959.